# Tragocephala burgeoni
Tragocephala burgeoni là một loài bọ cánh cứng trong họ Cerambycidae.